# Schoenoplectus subbisetosus
Schoenoplectus subbisetosus là loài thực vật có hoa trong họ Cói. Loài này được (T.Koyama) Soják miêu tả khoa học đầu tiên năm 1979 publ. 1980.